# Cholina
Cholina (deutsch Köllein) ist eine Gemeinde in Tschechien. Sie liegt fünf Kilometer südlich von Litovel und gehört zum Okres Olomouc. Die Kirche mit der als Patronin der Hanna bezeichneten „Madonna von Cholina“ ist ein bedeutender Wallfahrtsort.

## Geographie
Cholina erstreckt sich am nordöstlichen Fuße des Drahaner Berglandes am Rande der Obermährischen Senke (Hornomoravský úval) entlang des Flüsschens Cholinka. Südwestlich erheben sich die Skalky (356 m), im Westen der Vršky (401 m) und nordwestlich der Rampach (418 m). Am östlichen Ortsrand verläuft die Bahnstrecke Červenka – Prostějov.
Nachbarorte sind Hliník, Myslechovice, Haňovice, Nasobůrky,  Olomoucké Předměstí und Chořelice im Norden, Rozvadovice im Nordosten, Unčovice, Mezice und Náklo im Osten, Dubčany im Südosten, Odrlice und Senička im Süden, Cakov und Bílsko im Südwesten, Cholinský Dvorek und Loučka im Westen sowie Slavětín, Savín und Nová Ves im Nordwesten.

## Geschichte
Archäologische Funde belegen eine Besiedlung des Gemeindegebietes in der Jungbronzezeit und der Hallstattzeit. Der Fund einer römischen Münze lässt vermuten, dass zu Beginn der Zeitrechnung hier ein Handelsweg aus der mährischen Ebene nach Böhmen verlief.
Die erste schriftliche Erwähnung von Na Choline erfolgte 1131 in einem Güterverzeichnis des Olmützer Bischofs Heinrich Zdik, in dem drei Huben Ackerland als Besitz des Olmützer Kapitels genannt wurden. Der andere Teil befand sich im weltlichen Besitz. 1176 schenkte der ohne männliche Nachkommen gebliebene Vladike Sedlek von Skrbeň dem Prämonstratenserkloster Hradisko mehrere Güter in Cholina. Seit 1305 wurde das Dorf als Cholina bzw. Cholyna bezeichnet. 1326 erteilte der Vladike Adam von Cholina den Hradischer Prämonstratensern das Patronat über die Pfarrkirche. Weitere Namensformen waren Koleyn (1364), Cholín (1407), Coleyn (1409), Colein (1414), Cholina (ab 1463), Kulein (1589), Kellein (ab 1591), Köllein (ab 1614), Choliny (1621), Cholen (1633), Holyn (1639), Cholinium (ab 1672), Chölein (ab 1673), Kolein (ab 1676), Kolina bzw. Cholena (ab 1720), Cholinow (1782) und Kilain (1787). Das Antiphonar von Cholina wurde im 15. Jahrhundert niedergeschrieben. Im Jahre 1546 verkaufte Wenzel Haugwitz von Biskupitz das Gut an die Stadt Olmütz. Die Matriken wurden seit 1614 geführt. Bis zum Bau der Kapelle auf dem Heiligberg im Jahre 1632 war Cholina der bedeutendste Wallfahrtsort der Hanna. Während des Dreißigjährigen Krieges verwüsteten 1643 die Schweden das Dorf. Die dabei ruinierte Kirche wurde 1661 notdürftig wiederhergestellt. 1716 wurde das Gedenkbuch der Pfarre Kolein angelegt. Die aus dem 14. Jahrhundert stammende Feste wurde ab 1732 zum Pfarrhaus umgebaut. Zu Beginn des 18. Jahrhunderts erreichten die Wallfahrten ihren Höhepunkt. Mit der Aufhebung ihres Klosters endete 1782 das Kirchpatronat der Hradischer Prämonstratenser. Bis zur Mitte des 19. Jahrhunderts blieb Cholina immer ein Olmützer Ratsdorf.
Nach der Aufhebung der Patrimonialherrschaften bildete Cholín/Köllein ab 1850 eine Gemeinde in der Bezirkshauptmannschaft Littau. Seit 1886 wird der tschechische Ortsname Cholina verwendet. Im Jahre 1914 wurde die Lokalbahn Littau–Groß Senitz in Betrieb genommen. 1960 wurde Dubčany eingemeindet. Nach der Auflösung des Okres Litovel kam die Gemeinde 1961 zum Okres Olomouc. 1980 erfolgte die Eingemeindung von Bílsko und Loučka. Nach der Samtenen Revolution lösten sich alle drei Orte 1990 wieder von Cholina los und bildeten eigene Gemeinden.

## Gemeindegliederung
Für die Gemeinde Cholina sind keine Ortsteile ausgewiesen. Zu Cholina gehört die Ansiedlung Cholinský Dvorek.

## Sehenswürdigkeiten
- Wallfahrtskirche Mariä Himmelfahrt, die ursprünglich der hl. Anna geweihte Kirche war im Spätmittelalter eine deutsche und tschechische Simultankirche. Im Jahre 1605 erfolgte ein Umbau im Renaissancestil. Ihre heutige neogotische Gestalt erhielt sie zwischen 1859 und 1862 nach Plänen des Měrotíner Baumeisters Vincenc Vodička. 1867 wurde sie neu geweiht. Die beiden Kapellen am Eingang sind dem hl. Johannes von Nepomuk und dem hl. Wendelin geweiht. Im Querschiff befinden sich Kapellen des hl. Josef und der hl. Philomena. Am neogotischen Hauptaltar befindet sich seit 1700 die Schöne Madonna von Cholina, die um 1405 aus Eichenholz gefertigte Figur der Jungfrau Maria mit dem Jesuskind wurde am 10. Juli 1996 gestohlen. Nachdem die Madonna im März 2006 durch die Wiener Kriminalpolizei zufällig bei einer Durchsuchung der Geschäftsräume des Wiener Antiquitätenhändlers Alfred Kolhammer aufgefunden wurde, kehrte sie am 26. Jänner 2009 nach Cholina zurück[4] und wurde im Jahre 2010 restauriert.
- Kapellchen Svatá voda, westlich des Dorfes an einer Quelle, erbaut 1693
- Pfarrhaus, es entstand zwischen 1732 und 1734 durch Umbau der Feste Cholina. An der Wand zum Pfarrgarten befindet sich seit 1740 eine Sonnenuhr mit der Inschrift TRANSEUNT ET IMPUTANTUR. Die Statue des hl. Johannes von Nepomuk auf dem Risalit zwischen den Fenstern entstand 1746.
- Barocke Statue der hl. Barbara vor der Kirche, sie wurde 1715 von Johann Sturmer geschaffen
- Sühnekreuz, errichtet zu Beginn des 17. Jahrhunderts
- Steinernes Kreuz vor dem Pfarrhaus
- Nischenkapelle aus dem 19. Jahrhundert, neben dem Sühnekreuz
- Bildstock
- Hannakisches Heimatkundemuseum, es entstand in den 1950er Jahren aus der Requisitensammlung des Laienspieltheaters
- Gedenkstein für die Opfer beider Weltkriege
- Ehemaliges Kulturhaus Záloženská dvorana, der repräsentative Bau entstand 1924 als gemeinsamer Sitz der Sparkasse und der Darlehnskasse der Raiffeisengenossenschaft. In den Jahren 1980 und 1993 wurde er rekonstruiert. Nach einem Balkenbrand im Schornstein zu Silvester 1993 wurde das Kulturhaus Mitte 1994 geschlossen. Seither dient es als Möbellager und WC.
- Geburtshaus der Brüder Valentin und Václav Šindler

## Söhne und Töchter der Gemeinde
- Josef Svozil (1847–1931), Politiker der Agrarpartei, Mitglied des Reichsrates, Chefredakteur der Selské listy und Vater der Schriftstellerin Herma Svozilová-Johnová.
- Jan Smyčka (1855–1927), Arzt und Persönlichkeit der Nationalen Wiedergeburt, Bürgermeister von Litovel
- Valentin Šindler (1885–1957), Tenor und Schauspieler, Autor der hannakischen Volksfigur stréček Matěj Křópal z Břochovan
- Václav Šindler (1893–1952), der Schauspieler und Conferencier trat unter der Figur des Jozéfek Melhoba auf